# Regionsråd
Regionsråd betegner i Danmark den demokratisk valgte forsamling, der leder en af landets fem regioner. Regionsrådet har 41 medlemmer. Den politiske leder af regionsrådet har titel af regionsrådsformand. 
Regionernes styreform er fleksibelt forretningsudvalgsstyre, hvilket betyder at forretningsudvalget er det eneste udvalg, foruden regionsrådet, der kan træffe beslutninger og det eneste faste udvalg. Forretningsudvalget skal have et ulige antal medlemmer og mindst 11 og højst 19 medlemmer.
Regionsrådsformanden er tillige formand for forretningsudvalget.
Der afholdes regionsrådsvalg samtidig med kommunalvalg. Det første valg til regionsrådene fandt sted 15. november 2005, og det seneste var 16. november 2021.

## Hovedstruktur
De fem regioner er:
- Region Hovedstaden (København, Nordsjælland, Vestegnen, Amager og Bornholm)
- Region Sjælland (Vestsjælland, Midtsjælland, Sydsjælland og Lolland-Falster)
- Region Syddanmark (Fyn og øerne samt Syd- og Sønderjylland)
- Region Midtjylland (Øst-, Midt- og Vestjylland)
- Region Nordjylland (Vendsyssel, Himmerland, Læsø, Thy og Mors)

## Regionsrådsformændene
Regionsrådsformænd pr. 1. januar 2022 (efter regionsrådsvalg d. 16. november 2022)
|                    | Regionsrådsformand                                          |
| ------------------ | ----------------------------------------------------------- |
| Region Hovedstaden | Lars Gaardhøj (siden 2021) (A)                              |
| Region Sjælland    | Heino Knudsen (A)                                           |
| Region Syddanmark  | Bo Libergren (V) (siden 2023) Stephanie Lose (V) (til 2023) |
| Region Midtjylland | Anders Kühnau (A)                                           |
| Region Nordjylland | Mads Duedahl (V)                                            |